# لاندشاید
لاندشاید (به آلمانی: Landscheid) یک شهر در آلمان است که در برنکاستل-ویتلیش واقع شده‌است. لاندشاید ۲٬۰۵۹ نفر جمعیت دارد.